# APMAA
Asia-Pacific Management Accounting Association（APMAA、アジア太平洋管理会計学会）は、管理会計学の研究と管理会計実務の改善を目的に、2004年に設立された。当時は、会員の大方はアジア太平洋地区に在住する、あるいはアジア太平洋地区に関心を寄せる管理会計研究者であった。規模が拡大した近年では、会員の専門領域は会計学・経営学全般に広がっており、また、公認会計士などの実務家の参加もあり、会員の多様性が学会発展の原動力になっている。

## Asia-Pacific Management Accounting Association (APMAA) の組織目的と業務
APMAAは、経営管理と会計を繋ぐ管理会計を専門領域にしているアジアと豪州の大学研究者が2002年11月に設立準備総会開催のために福岡市に集合したことに始まる。2年後にマレーシアのUniversiti Teknologi MARA (UiTM) が主催したAPMAA2004において正式に発足した。トヨタ生産システム(Toyota Production System) など日本の製造業の管理技法以外にアジアの管理会計が欧米から 注目されたことはないが、APMAA設立の目的は、アジア太平洋諸国で行われてきた管理会計の実務と研究を互いが学び合い、国際的なコラボレーションを推進することであった。
設立時のAPMAA 2004 (マレーシア大会)から、APMAA 2006 (福岡大会)、APMAA 2007 (中国成都の西南財経大学大会)、 APMAA 2009 (九州の別府大学大会)まで、西村 明氏 (現在　九州大学名誉教授) が会長としてAPMAAの活動をリードした。2010年に上埜進氏 (現在 甲南大学名誉教授) が第2代会長に就任した。当時は、学会としての形態を整え、どう継続していくのかが最大の課題であった。上埜　進氏のリーダーシップのもとに、APMAAは年次大会開催国の持ち回りと海外参加者数の拡大を努力目標に置き着実に実行した。
国立台湾大学が主催したAPMAA 2010では、それまで一桁台であった海外からの参加者が34名になり、APMAA 2011 (マレーシア UiTM大会)  では海外からの62名を含む150名の参加者を迎えた。APMAA 2011以降、 アジア太平洋地区、オセアニア地区に在住する研究者はもとより、中東、欧州、北米からも年次大会への参加者がコンスタントにみられるようになった。また、大学研究者以外に、公認会計士(CPA)、公認管理会計士(CMA)、企業等の実務家やコンサルタントなどのaccounting professionsの参加がみられるようになった。その後、APMAA 2012を中国の厦門大学が、名古屋大学をメイン会場にしたAPMAA 2013をAPMAA Japanが、APMAA 2014をバンコクの  Chulalongkorn Universityが主催した。なお、2014年に、持続可能性なガバナンス体制の構築を目指し理事長制を導入した。上埜 進氏が理事長(Board Chair)に就任し、今日に至っている。
インドネシアの六大学連合が主催したAPMAA 2015では133本の研究報告があり、国立台北大学が主催したAPMAA 2016では海外参加者が17ヶ国80名であった。2017年大会(APMAA 2016)は上海交通大学が11月6日から9日にかけ開催し、海外参加者は63名であった。2018年大会は早稲田大学を会場に10月29日から11月1日にかけ開催し、海外参加者は106名であった。カタール大学が主催した2019年度大会は、11月2日(土曜日)から11月5日(火曜日)までの4日間、カタールの首都ドーハで開催された。学会設立15周年記念大会となった同大会には、main conferenceに139本, doctoral colloquiumに、22本、合計161本の投稿があった。参加者は海外からの117名を含め360名であった。なお、2020年度大会はマレーシアでの開催を予定していたが、COVID19により開催中止となった。2021年度インドネシア大会は、COVID19が治まらない中、全面オンラインでの大会となった。2022年度大会はタイのバンコクでオンラインと対面を混合したハイブリッド形式で開催した。今後の年次大会に中国(2023)とベトナム(2024)を予定している。
- 第17回年次コンファランス(APMAA 2022)は、バンコクのDhurakij PunditUniversityを会場に2022年11月8日から11月11日にかけ開催。大会記録は。
- 第16回年次コンファランス(APMAA 2021)は、インドネシアのUniversitas TrisaktiとUdayana Universityを会場に2021年11月9日から11月11日にかけ開催。大会記録は。
- 第15回年次コンファランス(APMAA 2019)は、カタールのQatar Universityにて2019年11月2日から11月5日にかけ開催。大会記録は。
- 第14回年次コンファランス(APMAA 2018)は、早稲田大学にて2018年10月29日から11月1日にかけ開催。大会記録は。
- 第13回年次コンファランス(APMAA 2017)は、中国の上海交通大学 (Shanghai Jiao Tong University)にて2017年11月6日から9日にかけ開催。大会記録は。
- 第12回年次コンファランス(APMAA 2016)は、台湾の国立台北大学(National Taipei University)にて2016年10月5日から8日にかけ開催。大会記録は。
- 第11回年次コンファランス(APMAA 2015)は、インドネシアのUdayana UniversityおよびWarmadewa Universityにて2015年10月26日から29日にかけ開催。大会記録は。
- 第10回年次コンファランス(APMAA 2014)は、タイのChulalongkorn Universityにて2014年10月27日から30日にかけ開催。大会記録は。
- 第 9回年次コンファランス(APMAA 2013)は、名古屋大学にて2013年1月1日から4日にかけ開催。大会記録は。
- 第 8回年次コンファランス(APMAA 2012)は、中国の厦門大学(Xiamen University)において2012年11月14日から17日にかけ開催。大会記録は。
- 第 7回年次コンファランス(APMAA 2011)は、Universiti Teknologi MARA, Malaysiaにおいて2011年11月17日から19日にかけて開催。大会記録は。
- 第 6回年次フォーラム(APMAA 2010)は、国立台湾大学において2010年11月5日から7日にかけて開催。大会記録は。

ちなみに、年次コンファランスの報告原稿は、Proceedingsとして、刊行・頒布している。
学術ジャーナル
APMAAでは、フラッグシップとなる学術ジャーナル、Asia-Pacific Management Accounting Journal  (APMAJ, ISSN 1675-3194).を2006年12月から発行している。当初は年一回の発行であったが、2010年からは6月と12月の年2回発行となっている。同ジャーナルの評価は年々高まっており、現在、Thomson Reuters’ Emerging Sources Citation Index (ESCI)  、Ebscohost、 Cabell’s Directory of Publishing Opportunities in Management (www.cabells.com) 等にインデックスされている。　
APMAA News（ニューズレター）
ニューズレターとして APMAA News を年に3回発行し、フォーラムの案内や各国の会員の活動を紹介している。バックナンバーをAPMAA（アジア太平洋管理会計学会）のホームページにてご覧下さい。

## アジアにおける管理会計研究組織の発展とAPMAA
アジア諸国では、管理会計・原価管理関連の学会活動が実務家を交えて、早い時期から活発に展開されてきた。日本には日本原価計算研究学会と日本管理会計学会が、管理会計・原価計算領域の学会として活発に活動している。そうした環境の下で設立されたAPMAAでは、会員が多様な国に存在することもあり、国際的なコラボレーションにより管理会計の研究を行うことにそのレゾン・デートルを見いだそうとしている。
世界的には、アジアの管理会計研究は日本式経営に関連する会計手法以外は特段注目されてこなかった。しかしながらアジアが世界経済の中心になった今日、中国、タイ、シンガポール、インドネシア、マレーシア、インド等における管理会計への関心が高まっている。世界各国に適した新たな手法の開発に貢献することも本学会の主要目的の一つである。

### 諸外国の管理会計関連の学会と団体
- Chartered Institute of Management Accountants (CIMA), UK
- Society of Management Accountants of Canada Society of Management Accountants (SMA), Canada
- Institute of Management Accountants (IMA), USA
- Association of Chartered Certified Accountants (ACCA), UK
- Institute of Chartered Accountants of Pakistan (ICAP), Pakistan